# Pararhagadochir confusa
Pararhagadochir confusa is een insectensoort uit de familie Archembiidae, die tot de orde webspinners (Embioptera) behoort. De soort komt voor in Argentinië en Paraguay.
Pararhagadochir confusa is voor het eerst wetenschappelijk beschreven door Ross in 1944.